# Carol Gattaz
Carol Gattaz, właśc. Caroline de Oliveira Saad Gattaz (ur. 27 lipca 1981 w São José do Rio Preto) – brazylijska siatkarka, grająca na pozycji środkowej, reprezentantka Brazylii. Dwukrotna wicemistrzyni Świata (2006, 2010).

## Sukcesy klubowe
Mistrzostwo Brazylii:
- 2005, 2009, 2011, 2019, 2021, 2022[2], 2024[3]
- 2006, 2007, 2010, 2023[4]
- 2001, 2012, 2016, 2018

Klubowe Mistrzostwa Ameryki Południowej:
- 2018, 2019, 2020, 2022[5], 2024[6], 2025[7]
- 2009, 2021, 2023[8]

Klubowe Mistrzostwa Świata:
- 2018

Puchar Brazylii:
- 2019, 2021, 2023[9]

Superpuchar Brazylii:
- 2023[10]

## Sukcesy reprezentacyjne
Mistrzostwa Ameryki Południowej Juniorek:
- 1998

Mistrzostwa Świata Juniorek:
- 1999

Mistrzostwa Ameryki Południowej:
- 2003, 2005, 2007, 2009, 2021

Grand Prix:
- 2004, 2005, 2006, 2008, 2009

Puchar Wielkich Mistrzyń:
- 2005, 2013
- 2009

Puchar Panamerykański:
- 2006, 2009

Mistrzostwa Świata:
- 2006, 2010, 2022[11]

Puchar Świata:
- 2007

Volley Masters Montreux:
- 2009

Liga Narodów:
- 2021

Igrzyska Olimpijskie:
- 2020

## Nagrody indywidualne
- 1998: Najlepsza blokująca Mistrzostw Ameryki Południowej Juniorek
- 2005: Najlepsza blokująca Mistrzostw Ameryki Południowej
- 2009: Najlepsza blokująca Volley Masters Montreux
- 2009: Najlepsza blokująca Mistrzostw Ameryki Południowej
- 2009: Najlepsza blokująca Klubowych Mistrzostw Ameryki Południowej
- 2018: MVP Klubowych Mistrzostw Ameryki Południowej
- 2019: MVP Klubowych Mistrzostw Ameryki Południowej
- 2020: Najlepsza środkowa Klubowych Mistrzostw Ameryki Południowej
- 2021: Najlepsza środkowa Ligi Narodów
- 2021: Najlepsza środkowa Igrzysk Olimpijskich w Tokio